# 장피에르 죄네
장피에르 죄네(프랑스어: Jean-Pierre Jeunet, 1953년 9월 3일 ~ )는 프랑스의 영화 감독이다. 《에이리언 4》, 《아멜리에》 등으로 알려져있다.

## 생애와 경력
낭시에서 공부를 마친 후 광고와 뮤직비디오, 애니메이션 등을 찍기 시작하였다. 1991년에 첫 장편영화 《델리카트슨》로 유명해졌다.
장피에르 죄네는 프랑스 루아르데파르망에 있는 로안에서 태어났다. 그는 17살에 Cinémation Studios에서 애니메이션을 배우는 동안, 처음 카메라를 샀고 단편영화들을 찍었다. 죄네는 보수적인 성장환경 때문에 영화 학교에 다니지 못해 전통적인 의미의 영화 공부를 한 적이 없다. 그래서 직감에 따라 해 가면서 모든 것을 터득했다고 말한다. 열두 살 때 뷰마스터(눈에 대고 보면 3차원 영상이 보이는 장난감)을 가지고 놀면서 시작됐다. 효과음과 대사, 음악을 녹음하고, 소리에 맞춰 이미지들을 돌리면서 극적인 분위기를 더했다. 그 뒤로 애니메이션으로 눈길을 돌렸고, 그 일이 영화감독으로 향하는 큰 밑받침이 되었다.
그에게 영향을 준 영화는 세르조 레오네의 <원스 어폰 어 타임 인 더 웨스트>와 스탠리 큐브릭의 <시계태엽 오렌지>와 피오트르 라믈레의 단편 애니메이션이다. 먼저 레오네의 <원스 어픈 어 타임 인더 웨스트>를 보고 처음으로 영화에 흥미를 느꼈다. 그리고 <시계태엽 오렌지>를 극장 화면으로만 열네 번 보며 영화에서 영상 미학이 얼마나 중요한지 이해하게 된다. 라믈레의 단편 애니메이션을 보면서 애니메이션의 놀라운 잠재력에 매료되었고, 그 계기로 마크 카로와 함께 인형 단편 애니메이션을 만들었다. 죄네는 애니메이션을 통해 영화 연출의 대부분을 배웠다고 말한다.
그는 만화작가이자 디자이너인 Marc Caro와 친구가 되었고, 카로는 후에 협력자이자 조감독이 되었다. 죄네와 카로는 애니메이션을 같이 만들어 상을 받기도 하였다. 그들의 최초 실사영화는 'The Bunker of the last gunshots'(1981년작)인데 어두운 미래의 병사에 관한 단편영화이다. 죄네는 또 수많은 광고와 Jean Micheal Jarre의 Zoolook(카로와 함께)같은 뮤직비디오들을 감독하였다.
죄네와 카로의 첫 장편영화는 Delicatessen(1991년작)이다. 전염병이 창궐해 망해가는 세기말적 미래가 배경인 블랙코미디 영화이다. 주 내용은 델리카트슨에서 아파트를 운영하는 도살업자가 세입자들을 음식 공급을 위해 사람을 죽이는 내용이다.
그들은 이어 The city of lost children(1995년작)를 만들었다. 어두운 내용의 판타지 영화이다. 미친 과학자가 그의 나이를 영원히 유지하기 위해 어린이들의 꿈을 훔치는 내용이다. The city of lost children의 성공은 에일리언 4의 감독 제의로 이어졌다. 에일리언 4는 미술 디자인에 도움을 주었는데도 불구하고 주네의 이름만 단독으로 올리게 된다.
죄네는 에일리언 4의 연출을 하고 난 뒤 프랑스로 다시 돌아오게 된다. 그가 할리우드에서 영화를 한 영향으로 다음 프로젝트 오드리 토투 주연의 아멜리에를 쉽게 찍을 수 있게 되었다. 아멜리에는 그의 전작들과는 다른 방향으로 갈라진다. 로맨틱하고 희극풍의 요소와 함께 이전에 어두운 미장센들이 많이 결핍되었다. 이러한 변화들은 카로의 적은 참여에 따른 결과로 여겨지곤 한다. 영화 아멜리에는 동명의 여주인공이 좋은일을 하는데에 행복을 느끼지만 그녀는 정작 사랑을 찾지 못하는 내용이다. 평론가들의 호평과 상업적으로도 큰 성공을 이뤘고 여러 아카데미 후보에 지명되었다. 또 이 영화로 죄네는 유러피안 영화제에서 최고감독상을 받았다.
2004년도에 죄네는 세바스티앵 자프리소의 원작, A very long engagement를 개봉했다. 오드리 토투 주연의 영화로서 제1차 세계대전으로 실종된 사랑하는 사람을 찾는 여자의 일대기를 그렸다.
2006년도에는 해리 포터와 불사조 기사단 감독제의를 거절했다.
2007년도에는 얀 마탈 원작소설 파이이야기를 동명 영화의 감독을 하려고 했으나 금전적인 문제로 연출을 포기했다.
2009년도에는 Micmacs a tire-larigot을 개봉하였다.
죄네는 그와 함께 자주 영화를 했던 오두리 토투와 함께 찍은 2분 25초 Chanel No.5 광고를 포함한 여러 작의 광고를 했다.

## 작품
마크 카로와 함께한 작품
- 《쓸모없는 것들》 Foutaises 1989 (단편)
- 《델리카트슨 사람들》 Delicatessen, 1991
- 《잃어버린 아이들의 도시》 The City Of Lost Children, 1995

마크 카로 이후 작품
- 《에일리언 4》 Alien: Resurrection (1997)
- 《아멜리에》 (2001)
- 《인게이지먼트》 Un long dimanche de fiançailles (2004)
- 《믹막: 티르라리고 사람들》 MicMacs à tire-larigot (2009)
- 《소년 스피벳의 이상한 여행》 The Young and Prodigious T.S. Spivet (2013)

## 영화적 특징

### 시간배경의 모호성
- 죄네의 영화들을 보면 시간배경이 전체적으로 모호하다. <잃어버린 아이들의 도시>와 <델리카트슨 사람들>은 평이나 줄거리를 보지 않았다면 이게 미래배경인지 헷갈릴 정도이다. <델리카트슨 사람들>은 현재와 다를 바 없는 세계관을 보여주고 있다. 미술적인 요소들과 그들의 생활양식은 오히려 지금 현재보다 더 퇴보한 모습으로 느껴진다. 죄네의 다른 영화들도 보면 마찬가지다. 그의 영화들을 보면 이런 양상들은 포스트모더니즘의 특징과 너무나도 잘 맞는다. <델리카트슨 사람들>에서 나오는 시대적 배경이 포스트모더니즘 주의자들이 경고하는 미래상과 너무나도 닮아있다. 자연 생태계의 파괴, 인간성 상실, 사회질서의 혼돈, 지구 종말론 등으로 인해 물질주의에 대한 갈등이 팽배해져 모든 가치기준의 혼동과 모호함의 끝자락이 바로 <델리카트슨 사람들>의 배경과 너무나도 결부되고 있다.
포스트모더니즘이란 쉽게 말해 탈근대주의를 의미함으로써 기존의 것들에 대한 재현을 거부하고 전통이나 과거의 변형을 시키고 담는 것이 특징이다. 그의 모든 영화에서 이러한 특징은 두드러지게 드러나고 있다. 기존의 시리즈가 있는데도 불구하고 죄네가 만든 에일리언 4에서도 이러한 특징을 포스트 모더니즘적 특징 역시 나타나 지고 있다. 에일리언 4 속 주인공들은 과거 시대 갑옷을 변형시켜 만든 것으로 보이고 있다. 또 줄거리 자체도 범 신화적인 내용을 다루고 있어, 사실 이 이야기는 약간의 변형만 준다면 어느 시대에 들어가도 아무런 상관이 없는 이야기인 것이다. 이런 이야기들을 미래로 표현하는 이유는 아마도 죄네가 표현하고 있는 종말론적 미래상에 미리 대비하자는 경각심을 주기에 효과적이기 때문이다. 따지고 보면 사실 에일리언 시리즈 전체뿐 만 아니라 다른 감독들의 미래 SF영화들도 이야기 측면 적으로 포스트모더니즘의 특징들을 두루 갖추고 있다.
그럼에도 불구하고 죄네가 표현하고 있는 포스트모더니즘적인 요소들은 더 정확하고 직접 표현되고 있다. 그런 여러 가지 특징 중 돋보이는 것은 Gadget의 활용이다. Gadget을 사전적으로 정의 해보자면 (작고 유용한) 도구[장치] 프랑스어로는 (실용성이 없는) 신기한[기발한] 제품[기구, 장치]이다. 자꾸 현대화되어가는 기계와는 반하는 작은 장치들을 이용하는 Gadgeteer들이 많이 등장한다. 미래인데도 불구하고 작은 장치들을 이용하고 있다. <믹막: 티르라리고 사람들>에서는 이런 Gadget 요소가 주체가 되어 영화를 진행해나가고 있다. 이 Gadget에도 포스트모더니즘 정신에 한몫을 더 하는데 이것이 바로 재활용을 해서 만든 장치들이라는 것이다. 환경친화적이고 아래에도 나올 자본주의 비판에 입각하고 있다.

### 동화적인 판타지
-동화적인 잔인함 죄네의 영화에서 사람이 죽는 장면을 직접 보여주는 장면이 많은데 그럼에도 불구하고 잔인하게 다가오지 않는다. <델리카트슨 사람들>에서 푸줏간 주인이 부메랑이 머리 박혀 죽을 때나 <인게이지먼트>에서 라브루예 장교가 죽을 때도 잔인하게 보이지 않는다. <믹막:티르라리고 사람들>에서 폭탄이 터질 때 역시 무섭거나 잔인하지 않고 오히려 재밌게 표현되었다. 이러한 표현방식은 우리가 어렸을 때 보았던 동화에서도 많이 볼 수 있는 표현법이다. 헨젤과 그레텔에서 마녀가 아궁이에 빠져 죽는, 유리구두가 맞지 않아 발가락과 뒤꿈치 자르는 신데렐라 이야기 등 사실 서양동화에서 대부분이 이런 양상을 띠고 있다. 독일의 그림 작가 빌헬름 부쉬의 동화 <막스와 모리츠>라는 그림동화라는 동화가 있다. 장난꾸러기 막스와 모리츠가 마을 사람들에게 짓궂은 장난을 치다가 탈곡기에 들어가 결국 거위의 모이가 된다는 내용이다. 마을 사람들은 막스와 모리츠가 죽은 것에 대해 아무런 위로나 죄책감 따윈 없다. 권선징악의 극단적인 예를 보여 충격 효과를 주고 있다. 사실 죄네의 영화 속에서의 잔인함이 이 동화 속 장면들과 얼추 닮아있다. (하지만 때로는 죄네 영화에서의 동화적 잔인함은 주인공의 비극적 설정으로 이용되기도 한다. 이것 또한 죄네만의 권선징악 안에서 ‘악’이 얼마나 ‘악’한가 표현하기 위해 쓰이고 있다.) 여타 다른 영화들의 잔인성은 죄네의 영화에 잔인성과 차별화 된 것이 바로 여기에 있는 것이다. 죄네의 이런 동화적 상상력에서 나타나자는 것이다. ‘악’에게는 잔인한 형벌을 주게 된다. 하지만 그것에 대해서 어떠한 감정이 들어가 있지 않는다. 그저 그 행위 자체로 끝나게 된다. 사람이 죽으면 그것에 대해 슬픈 감정을 갖거나 분노를 하거나 복수에 대한 기쁨, 통쾌함을 느끼고 그것을 표현하기 마련인데, 죄네의 영화에서는 그런 점이 나타나지 않는다. 심지어 <델리카트슨 사람들>에서 여주인공 줄리는 그의 아버지 푸줏간 주인이 죽을 때도 아무런 감정을 보이지 않는다. 아니면 그러한 장면 뒤에 바로 다른 장면으로 넘어가서 그것에 대해 어찌 느끼기 전에 넘어가곤 한다. <아멜리에>에서 아멜리에의 어머니가 옥상에서 자살하는 사람과 부딪혀 죽는 장면 바로 다음 암전이 되면서 내레이션으로 ‘아망딘 쁠랑은 그 자리에서 즉사했습니다.'라고 말한 뒤 어린 아멜리에가 그네에서 곰돌이 인형과 놀고 있는 장면으로 넘어간다.
-억지스러울 수도 있는 판타지: 죄네가 판타지에 능하다는 건 그의 영화를 본 사람 모두 알 것이다. 하지만 내가 주목하고 싶은 건 일상 속에 드러나는 생활형 판타지다. 그 첫 번째가 자연스럽게 우연적인 일을 만들고 그 우연적인 일에서 사건의 해결방법이 나타난다. <아멜리에>를 보면 아멜리에가 영국 다이애나비 죽음과 관련한 뉴스를 보다가 화장품 뚜껑을 떨어뜨려서 그 뚜껑을 줍는데 화장품 뚜껑이 부딪친 벽 틈이 갈라지면서 누군가가 어린 시절 숨겨놓은 보물 상자를 발견한다. 또한 <잃어버린 아이들의 도시>에서 보면 주인공 ‘원’이 악당들의 약물에 취해 ‘미에뜨’를 죽이려고 하는 장면에서 ‘미에뜨’의 눈물방울이 거미줄로 날아가서 거미줄을 흔들고 흔들린 거미줄에서 물방울이 떨어지면서 새가 깨어나고 등등 우연을 계기로 인과관계를 만들어 결국 배의 기적 소리 때문에 위기에서 탈출하게 되는 장면이 나온다. 이런 우연한 연속이 주인공이 위기를 대처하거나, 주 내용에 큰 영향을 주고 있다. 억지스러운 장면이라고 생각되기도 하지만 극이 진행되면서 그의 영화들을 점점 이해되는 게 죄네 영화의 특징이다. 이런 억지일 수도 있는 판타지는 <믹막; 티르라리고 사람들>에서 볼 수 있다. 라이벌인 두 군수업체가 도로를 사이에 두고 옆에 있다는 설정을 예로 들 수 있다. 서로 죽이는 것까지 불사하는 라이벌관계인 회사인데도 불구하고 좁은 도로를 하나로 두었다는 사실이 억지를 넘어 판타지로까지 다가온다.

### 내레이션
- 장피에르 죄네의 영화들을 보면 내레이션으로 캐릭터를 설명하는 것이 많다. 초기 단편영화 쓸모없는 것들에서부터 나타난다. 대사는 거의 없고 주인공의 내레이션이 모든 것을 말해주고 있다. <쓸모없는 것들>뿐만 아니라 이후 여러 그의 영화에서 내레이션이 많이 나오는데 보통의 내레이션과 다르게 사용된다. 앞서 설명한 포스트 모더니즘적 내레이션 활용이라고 할 수 있다. 정보 전달을 직접 하지 않고 관객들이 간접적으로 의미가 다가오는 내레이션들이다. <쓸모없는 것들>과 <아멜리에>, <인게이지먼트> 경우를 보면 인물의 캐릭터를 설명할 때 그 캐릭터가 좋아하는 것과 싫어하는 것 취미, 특기 등이 뭔지를 내레이션으로 화면과 같이 말하면서 그 캐릭터가 어떤 캐릭터인지 설명해준다. <아멜리에>에서 예를 들자면 오프닝에서 아멜리에의 부모님을 설명할 때 ‘라파엘 쁘랑은 무미건조한 딱딱한 마음을 가진 사람’이라고 직접 말하지 않고 다른 사람이 그를 쳐다보는 걸 싫어하거나 공구상자에서 먼지를 털어낸 뒤 다시 제자리로 돌려놓는 걸 좋아하거나 신발을 줄 세워 닦는 것을 좋아한다고 설명함으로써 그 캐릭터가 어떤 성격을 가졌는지 알 수 있게 한다.

### 자본주의의 비판과 아동의 순수성 회복
죄네의 모든 영화는 자본주의에 대한 비판이 들어가 있다. <델리카트슨 사람들>에서부터 <믹막:티르라리고 사람들>까지 어떤 영화는 핵심적인 주제로 들어가 있고 어떤 영화는 작은 의미로 들어가 있다. <델리카트슨 사람들>에선 인육을 사고파는 과정에서 자본주의의 폭력성을 보여준다. 양식이 부족해서 인육까지 먹는 것은 인간성의 상실을 표현하고 사람을 죽여 인육을 판매하는 푸줏간 주인은 자본가로서 자본이 가진 권력을 어떻게 이용하는가를 비열하게 보여준다. 여러 가지 요소들이 나오는 데 자본을 이용해 성욕을 채우는 모습, 정당한 거래를 하지 않는 모습 등이 나온다. <잃어버린 아이들의 도시>에서는 돈을 벌려고 고아들에게 도둑질을 시키는 모습, 돈 때문에 사람을 쉽게 죽이고 오직 돈만 보는 사람들이 나온다. <에일리언4> 또한 에일리언의 등장의 원인이 에일리언을 팔아 돈을 벌기 위한 것이고 에일리언을 만들기 위해 몇백 년 전에 죽은 인간을 복제인간으로 다시 태어나게 하여 에일리언의 숙주로 이용한다. <믹막:티르라리고 사람들>에선 군수업을 하는 두 경쟁사에 대한 티르라리고 사람들의 복수로 나온다. 자본만 생각하여 그들이 생산하는 무기가 어떻게 사용되든 상관없이 오히려 암거래로 더 큰 자본을 취하려고 노력하는 두 경쟁사의 모습을 어리석게 표현하고 몰락하는 모습을 보여준다. 이러한 자본주의의 폭력성을 극복하는 게 어린아이의 모습으로 나타난다. <델리카트슨 사람들>에서 등장하는 어린 형제가 천진난만하게 권총에 점액질을 몰래 흘려 넣는 장난을 친다. 이후 어린 형제의 장난 때문에 권총을 발사한 악당이 되려 죽는 모습이 나온다. 주인공 뤼종과 줄리 만이 순수한 마음을 가지고 있고 어린아이 같은 천진난만한 모습과 장난을 좋아하고 둘이 사랑을 키워나가는 모습 또한 육체적이 아닌 마음의 설렘으로 나타난다. 이러한 모습의 주인공들이 자본가들에게서 살아남는 것 자체가 상징적으로 보여주는 것이다. 주인공들이 자신들을 죽이려는 위협에서도 대항하는 모습이나 같이 나쁜 마음을 갖는 모습이 나타나지 않는다. 오히려 주인공들 서로만 생각하면서 도망칠 생각만 한다. 목욕탕 탈출 장면이 나오는데 문을 잠그고 물을 가득 채워 탈출하려 한다. 이때 문틈을 막으려고 옷을 벗어 문틈을 막는데 주인공들은 그 상황에서 육체적인 성욕을 의식하지 않는다. 마지막 장면에서 주인공들은 첼로와 톱으로 아름다운 곡을 연주한다. 그리고 그것을 어린 형제가 따라 한다. 주인공들의 마음이 다음 세대로 이어지는 것을 표현한다. <아멜리에>를 보면 아멜리에의 선행으로 주변 사람들에게 행복을 전해주는데 어떠한 대가를 바라지 않고 상대방이 행복해 하는 것으로 아멜리에도 행복해한다. 그리고 어린 시절 추억도 없고 아멜리에에게 따뜻한 마음을 줘 본 적이 없는 아버지에게 난쟁이 인형을 통해서 추억, 그리움 등을 선물한다. <인게이지먼트>에서는 마네끄가 자해 죄를 저질렀는데도 불구하고 그의 어린 모습의 연민을 느껴 죄수들과 몇몇 병사들은 그를 도와준다. <믹막:티르라리고 사람들>에서도 자본가들을 벌을 주고 소박한 일상생활을 계속한다. 복수에서 어떠한 인명피해 없이 자본의 상징들(무기들, 명품 차, 희귀 골동품)만 없애는 복수를 한다. <잃어버린 아이들의 도시>에선 아이들이 주된 소재로 그들의 존재, 아이들의 깨끗한 마음이 사건의 해결로 작용한다.
이러한 방법을 통해 죄네는 자본가가 스스로 몰락한다고 말하는 것 같다. <믹막:티라르리고 사람들>에서 엔딩 씬에서 두 군수업 경쟁자들은 위기상황에 몰리자 스스로 죄를 자백하며 위기를 모면하려 하지만 오히려 전 세계적으로 알려지며 완벽한 몰락으로 이어진다. <델리카트슨 사람들>에서도 보면 자본가의 상징인 푸줏간 주인이 던진 부메랑이 뤼종에게 아슬아슬하게 닿지 않고 되돌아와 자신의 머리에 꽂혀 죽는다. <잃어버린 아이들의 도시> 또한 샴쌍둥이 악당들이 이용하던 약물에 자신들이 맞으면서 서로 죽이면서 자멸하게 된다.

### 여성주의자 죄네
죄네 영화에서 여성은 도전적이고 진취적인 모습으로 그려진다. <아멜리에>에서 아멜리에는 단지 보석상자의 주인을 찾겠다는 일념 아래 호기심 반 호의 반으로 그녀만의 모험을 시작한다. 어찌 보면 단순한 여행담으로 그려질지도 모르지만, 그녀의 고군분투하는 모습은 어떻게 보면 탐정의 모습으로 보이기까지 한다. <인게이지먼트>에서는 오드리 토투도 오드리 토투이지만 인게이지먼트에서 주목할 여성은 자신의 사랑이 억울하게 죽은 것을 복수하는 창녀(마리옹 코티야르)이다. 극 진행상에서도 과연 창녀가 사랑했던 남자가 창녀를 진정 사랑했는지 의문스럽고, 그 남자도 비굴하게 죽었다. 하지만 창녀는 자신의 열렬했던 사랑을 죽은 남자에게 보여주기라도 하듯 남자가 죽는데 가담했던 인물들을 죽였다. 결국, 창녀는 경찰들에게 잡혀 사형선고까지 받는다. 주인공 오드리가 감옥에 갇힌 창녀를 만나 그녀가 사랑했던 남자가 전해주는 편지(복수하지 말아달란 편지)를 받고도 의연하게 받아들이며 단두대의 이슬로 사라진다.
<인게이지먼트>에서 마띨드의 사랑도 여성 중심적이다. 자신의 사랑의 생존 유무를 찾기 위해 애쓰는 모습도 그렇지만, 더 중요한 장면은 마지막 장면이라고 생각한다. 마띨드는 마네끄가 비록 기억상실증에 걸려서 사랑의 감정이 있던 없든 간에 별로 중요하게 생각하지 않고 행복한 결말로 보여준다. 이는 결국 마띨드가 직접 사랑을 받기보다는 마네끄를 사랑해주는 마음을 더욱 부각하는 대목이다. 단순히 사랑을 받는 존재가 아닌 사랑을 하고 쟁취할 수 있는 ‘여자’로 그려낸 것이다. <믹막: 티르라리고 사람들>에서는 대놓고 이런 여자의 진취적인 사랑을 보여준다. 대부분 다른 영화의 남주인공은 여주인공에게 고백하기 마련인데, <믹막: 티르라리고 사람들>에서는 남자 주인공 ‘바질’이 ‘고무 여인’에게 고백을 받는다. 바질은 처음에는 고무 여인의 이런 적극적인 구애에 당황하기까지 한다. ‘여자는 사랑하는 것보다 사랑받아야 더 오래간다.’라는 고정관념도 있고 다른 영화들에서도 남자가 여자를 사랑하는 영화가 더 많았다. 그래서인지 <믹막: 티르라리고 사람들> 자체에서도 고무 여인의 적극적인 면모를 바질이 처음엔 거부하기도 한다. 하지만 결국은 이 둘은 사랑이 이뤄진다.

### 기타
죄네 영화들의 또 하나의 특징은 캐릭터의 앙상블이다. 각각의 특징 있는 캐릭터들의 앙상블이 조화를 이루며 재미를 더한다. 가장 잘 나타난 영화는 <믹막:티르라리고 사람들>이고, <에일리언4>, <델리카트슨 사람들>, <잃어버린 아이들의 도시>에서도 이러한 점이 나타난다. 이 영화들뿐 만 아니라 다른 죄네의 영화들도 주연급 인물들의 이야기들로만 다루기보다는 조연급 캐릭터들의 스토리도 중요하게 다루어 영화에서 주어지는 주제를 더욱더 부각하게 시켜 준다. 이런 조연급들의 스토리를 진행하기 위해 배경 소개하는 방법도 다른 영화에서 쉽게 볼 수 없는 나열법 전개이다.

## 참고 문헌
- 로랑 티라르 (2007년 4월 10일). 《Moviemakers' Master Class: Private Lessons from the World's Foremost Director》 [거장의 노트를 훔치다]. 번역 조동섭. 나비장책. ISBN 9788995847633.
- 박인홍 (1999년 8월 25일). 《섹스 깨어진 영상 그리고 진정성》. 문이당. ISBN 9788974561130.
- 정장진 (2005년 8월 8일). 《영화가 사랑한 미술》. 아트북스. ISBN 9788989800514.